# کرواسی ریکوردز
کرواسی ریکوردز (انگلیسی: Croatia Records) شرکت رسانه‌ای کروات است، که در سال ۱۹۴۷ تأسیس شد.